# Гусейн Камаль-Елдін Шалаш
Гусейн Камаль Аль-Дін Ахмад Шалаш (араб. حسين كمال الدين أحمد شلش،) (англ. Hussein Kamal-ElDin Shalash) — єгипетський дипломат. Надзвичайний та Повноважний Посол Арабської Республіки Єгипет в Україні (1993-1997)
Помер у грудні 2015 року, Президент Єгипту Абдель Фаттах Ас-Сісі висловив свої співчуття близьким і рідним колишнього посла
.